# 杨长林
杨长林（？—？），漢軍鑲黃旗人，是一名清朝政治人物。
杨长林曾于兩度擔任华亭县縣令，1764年接替勒福任松江府知府一职，同年由萨载接任。